# Spiros Markezinis
Spiros Markezinis (Grieks:Σπύρος Μαρκεζίνης) (Athene, 22 april 1909 - aldaar, 4 januari 2000) was een Grieks politicus, advocaat en schrijver. Hij was jarenlang lid van het Grieks Parlement en was premier van Griekenland van 8 oktober tot 25 november 1973.

## Biografie
Markezinis studeerde rechten en later Politieke en Economische Wetenschappen. Hij was ook een tijdlang filmrecensent.
Van 1936 tot 1946 was hij juridisch adviseur van koning George II van Griekenland. In laatstgenoemd jaar werd Markezinis parlementslid. Markezinis zou doorheen de jaren verscheidene ministerposten bekleden.
- Bibliothèque nationale de France: cb167267856 (data)
- Gemeinsame Normdatei: 143567810
- International Standard Name Identifier: 0000 0000 2954 749X
- Library of Congress Control Number: n91016241
- Nederlandse Thesaurus van Auteursnamen: 145698327
- Système universitaire de documentation: 135778050
- Virtual International Authority File: 63180801
- WorldCat: E39PBJpdMFPJ3RbJwVFFxTMMfq